# Sinaiella sabulosa
Sinaiella sabulosa är en bönsyrseart som beskrevs av Boris Petrovich Uvarov 1939. Sinaiella sabulosa ingår i släktet Sinaiella och familjen Mantidae. Inga underarter finns listade i Catalogue of Life.